# Roberto Menéndez
Roberto Menéndez López (* 9. Oktober 1949) ist ein ehemaliger kubanischer Radrennfahrer und nationaler Meister im Radsport.

## Sportliche Laufbahn
Menéndez war Straßenradsportler und auch im Bahnradsport aktiv. Er war dreimaliger Teilnehmer der Olympischen Sommerspiele im Radsport. 
1968 in Montreal schied er im olympischen Straßenrennen aus. In der Mannschaftsverfolgung scheiterte der Bahnvierer aus Kuba mit Sergio Martínez, Roberto Menéndez, Raúl Marcelo Vázquez und Inocente Lizano in der Vorrunde. 1972 in München wurde der kubanische Straßenvierer mit Gregorio Aldo Arencibia, Roberto Menéndez, Pedro Rodríguez und Raúl Marcelo Vázquez 16. im Mannschaftszeitfahren. In der Mannschaftsverfolgung schied Kuba mit Gregorio Aldo Arencibia, Roberto Heredero, Roberto Menéndez und Raúl Marcelo Vázquez in der Vorrunde aus. 1976 bestritt Menéndez das olympische Straßenrennen und schied dabei aus.
Bei den Panamerikanischen Spielen 1971 gewann er die Goldmedaille im Mannschaftszeitfahren. Bei den Panamerikanischen Spielen 1975 holte er mit Gregorio Aldo Arencibia, Carlos Cardet und José Prieto die Silbermedaille im Mannschaftszeitfahren. Bei den Zentralamerika- und Karibikspielen 1970 in Panama-Stadt gewann er die Silbermedaille in der Mannschaftsverfolgung. Bei den Zentralamerika- und Karibikspielen 1974 gewann er das Mannschaftszeitfahren und das Straßenrennen. Bei den Panamerikanischen Spielen 1975 wurde Kuba mit Menéndez Zweiter im Mannschaftszeitfahren. 1976 gewannen Menéndez, Gregorio Aldo Arencibia, Carlos Cardet und Raúl Marcelo Vazquez die Goldmedaille im Mannschaftszeitfahren der Panamerikanischen Spiele. 
Bei den Bahnradsport-Weltmeisterschaften 1969 startete er im 1000-Meter-Zeitfahren und kam auf den 19. Rang.
1971 gewann er die nationale Meisterschaft im Einzelzeitfahren. Zehnmal bestritt Menéndez die Kuba-Rundfahrt, seine beste Platzierung im Gesamtklassement war der 3. Platz 1969 hinter dem Sieger Sergio Martínez. 1972 und 1974 gewann er eine Etappe. Die Internationale Friedensfahrt fuhr Menéndez fünfmal. 1967 wurde er 79., 1972 23., 1974 18. und 1975 69. der Gesamtwertung. 1968 war er ausgeschieden.